# Castillon (Alpy Nadmorskie)
Castillon – miejscowość i gmina we Francji, w regionie Prowansja-Alpy-Lazurowe Wybrzeże, w departamencie Alpy Nadmorskie.
Według danych na rok 1990 gminę zamieszkiwało 187 osób, a gęstość zaludnienia wynosiła 25 osób/km² (wśród 963 gmin regionu Prowansja-Alpy-W. Lazurowe Castillon plasuje się na 625. miejscu pod względem liczby ludności, natomiast pod względem powierzchni na miejscu 756.).